# Turcas (Instrumento de tortura)
Uma Turcas é um instrumento utilizado para tortura. Este instrumento foi mais utilizado durante a caça às bruxas na Europa.  
A Turcas é um objeto parecido com um torno, onde os dedos das mãos ou dos pés da vítima eram inseridos e esmagados enquanto as unhas eram removidas. 